# Ethiopica umbra
Ethiopica umbra là một loài bướm đêm trong họ Noctuidae.